# Bobovo (Svilajnac)
Bobovo (Servisch cyrillisch Бобово) is een plaats in de Servische gemeente Svilajnac. De plaats telt 1349 inwoners (2002).